# Isild Le Besco
Isild Le Besco (Paris, 22 de novembro de 1982), é uma atriz, roteirista e diretora francesa.

## Biografia
É a terceira das cinco filhas da atriz e jornalista Catherine Belkhodja.
A sua irmã, Maïwenn Le Besco, atriz e diretora, é ex-mulher de Luc Besson, com quem teve uma filha.
O seu irmão, Jowan Le Besco, é documentarista e parceiro de Catherine Deneuve em “Princesa Maria” e foi o chefe operador dos dois filmes que Isild escreveu e dirigiu: “Meia Tarifa” e “Charly”.
A sua irmã, Léonor Graser, também é atriz, tal como o irmão Kolia Litscher.

## Carreira
Antiga aluna da “École des Enfants du Spectacle”, Isild estudou dança antes de integrar à escola Estienne. Foi escolhida por Emmanuelle Bercot para o seu primeiro curta-metragem “As férias”, selecionado nos festivais de Angers e Cannes. Em seguida, Emmanuelle propôs-lhe interpretar o delicado papel de uma adolescente no seu filme de escola: “A Pulga”. O sucesso foi tal que o filme obteve petição especial para passar nas salas de cinema.
Isild interpretou em seguida o papel de “Elodie” num telefilme que explora o problema de três jovens menores desorientadas por uma gravidez precoce. Isild é nomeada no “Sept d’or” «melhor revelação feminina» e o filme é adquirido pela “Education Nationale”(ministério da educação francês), a fim de ser exibido nos colégios e liceus, para provocar o debate sobre a sexualidade juvenil.
Cercada por propostas que se multiplicavam, Isild decidiu interromper o percurso escolar para se dedicar unicamente ao cinema e à pintura. Inicialmente, tentou prosseguir o curso por correspondência, mas acabou por o interromper para se concentrar na escrita do seu roteiro “Demi tarif” (Meia tarifa), para o qual obteve, aos 16 anos, o prémio de Melhor roteiro “Júnior”. Dirige-o mais tarde com o apoio e a participação dos irmãos e da irmã. O filme, produzido por “KAREDAS”, recebeu diversos prémios e foi alvo de numerosas seleções em festivais na França e no Estrangeiro. A partir deste êxito, Isild alternou as suas representações no cinema com a atividade de roteirista e de diretora. No seguimento destas atividades, funda a sua própria produtora “Sangsho”.
Isild dá voz à princesa no filme “U” e obtém o prémio da melhor jovem atriz (Prémio “Marcello Mastroianni”, entregue por “Catherine Deneuve”) na Mostra de Veneza, pelo seu papel em “L'Intouchable” (de “Benoît Jacquot”). Neste filme, Isild representa uma jovem atriz que decide interromper as suas atuações teatrais em Paris para partir à procura do seu pai pela Índia.
Depois, em “Pas douce” (Passo doce), apresentado no último Festival de Berlim, Isild representou uma jovem enfermeira suicida sob a direção de “Jeanne Waltz”. Este filme foi exibido pouco depois ao público. Ela termina depois o seu segundo longa-metragem, “Charly” que saiu em setembro de 2007. Neste filme, o papel principal é desempenhado por “Kolia Litscher” em companhia de “Marie-Julie Parmentier”.

## Filmografia

### Longa-metragem
- 1990: “Lacenaire”, filme de “Francis Girod”
- 1996: “La Puce” (A Pulga), de “Emmanuelle Bercot”
- 1999: “Les Filles ne savent pas nager” (As Moças não sabem nadar), de “Anne-Sophie Birot”
- 2000: “Adieu Babylone” (Adeus Babilónia) de “Frédéric Frydmann”
- 2000: “Sade” de “Benoît Jacquot”
- 2001: “Roberto Succo” de “Cédric Kahn”
- 2002: “Un Moment de bonheur” (Um Momento de Felicidade) de “Antoine Santana”
- 2002: “La Repentie” (A Arrependida) de “Laetitia Masson”
- 2002: “Adolphe” (Adolfo) de “Benoit Jacquot”
- 2003: “Le Coût de la Vie” (O Custo da Vida), de “Philippe Le Gauy”
- 2004: “À tout de suite” (Até breve) de “Benoît Jacquot”
- 2004: “Princesse Marie” (Princesa Maria) de “Benoit Jacquot”
- 2005: “Backstage” de “Emmanuelle Bercot”
- 2005: “La Ravisseuse” (A Ladra) de “Antoine Santana”
- 2006: “Camping Sauvage” (Camping Selvagem) de “Christophe Ali” e “Nicolas Bonilauri”
- 2006: “U” {fez a voz da princesa} de “Serge Elissalde” e “Grégoire Solotareff”
- 2007: “Pas Douce” (Passo leve) de “Jeanne Waltz”
- 2007: “Enfances” (Infâncias) codirigiu por “Safy Nebbou, Isild Le Besco, Joana Hadjithomas, Khalil Joreige, Corinne Garfin, Ismaël Ferroukhi e Yann Le Gal”

### Curtas-metragens
- 1987: “Cinématon” #995 de “Gérard Courant”
- 1991: “Place des Vosges” de “Catherine Belkhodja”
- 1997: “Anniversaires” (Aniversários) de “Rosette”
- 1997: “Kub Valium” de “Marine Ledu”
- 1997: “Les Vacances” (As Férias) de “Emmanuelle Bercot”
- 1997: “Coquillettes” de “Joséphine Flasseur”
- 1998: “Les amis de Ninon” (Os Amigos de Ninon) de “Rosette”
- 2000: “Des Anges” (Uns Anjos) de “Julien Leloup”
- 2003: “Quelqu'un vous aime” (Alguém que vos ama)
- 2003: “Dans la forêt noire” (Na Floresta negra) de “Joséphine Flasseur”
- 2016: Cinématon #2944 de Gérard Courant

### Televisão
- 1987: “Reflets perdus du miroir” (Reflexos perdidos do espelho) de “Catherine Belkhodja”
- 1999: “Une Fille rebelle” (Uma Moça Rebelde)
- 1999: “Le Choix d’Élodie” (A Escolha de “Élodie”) de “Emmanuelle Bercot”
- 2003: La Maison du canal (A Casa do canal) seriado de “Maigret”
- 2003: “Les Mythes urbains” (Os Mitos Urbanos)

### Teatro
2007 au théâtre|: “La Double inconstance” (A Dupla inconstância) de “Marivaux” no “Théâtre National de Chaillot” (no Teatro Nacional de “Chaillot”), encenação de “Christian Colin” com “Grégoire Colin”

### Prêmios
- 2000: Prémio do Melhor Roteiro Júnior no festival de Paris para “Demi-tarif” (Meia Tarifa)
- 2001: Estrela de Ouro de propaganda do cinema Francês; Estrela de Ouro da Revelação Feminina pela sua interpretação no filme Sade, de “Benoît Jacquot”
- 2001: Nomeação: 7 de ouro por “Le Choix d'Élodie” (A Escolha de Élodie)
- 2001: Prémio Melhor Esperança Feminina por “Sade”
- 2001: Nomeação: “César” da Melhor Revelação Feminina por Sade
- 2002: Nomeação: “César” da Melhor Revelação Feminina para “Roberto Succo”
- 2004: Prémio especial do Júri no “European first film festival d’Angers” por Demi -tarif
- 2004: Prémio “Procirep”. Premiers plans. Angers pour Demi-tarif
- 2004: Prémio especial de Júri do festival de “Séoul” por “Demi-tarif”
- 2004: Grande prémio do Júri, “Crossing Europe Festival”, Linz, por Demi-tarif
- 2004: Nomeação para o prémio “Louis Deluc” por Demi-tarif
- 2006: Prémio “Marcello Mastroianni” na Mostra de Veneza (prémio melhor atriz jovem).[2]

### Roteirista
- 1998: Demi-tarif
- 2004: Charly

### Diretora
- 2004: Demi-tarif
- 2007: Charly (estreado em setembro de 1997)